# Sainte-Blandine (Isère)
Sainte-Blandine – miejscowość i gmina we Francji, w regionie Owernia-Rodan-Alpy, w departamencie Isère.
Według danych na rok 1990 gminę zamieszkiwało 747 osób, a gęstość zaludnienia wynosiła 81 osób/km² (wśród 2880 gmin regionu Rodan-Alpy Sainte-Blandine plasuje się na 946. miejscu pod względem liczby ludności, natomiast pod względem powierzchni na miejscu 1183.).